# Кувейт (град)
Кувейт (на арабски: الكويت – книжовно Ал-Кууейт, диалектно Ел-Кууейт) е столицата на Държавата Кувейт.
Населението на града е 56 234 жители по официални данни (към 31.12.2010), а през 2018 г. с предградията е около 3 млн. души. (Обикновено описанието за града се отнася за цялата агломерация.)

## География
Градът е разположен на ниския южен бряг на залива Кувейт – единствения дълбоководен залив на западното крайбрежие на Арабския залив. Дели се на 3 зони: промишлена (в западното предградие Шуейх), учебна (където се намира университетът, училища и научноизследователски учреждения)

## История
Първите сведения за града се отнасят към 18 век. В продължение на редица столетия той е център на Шейхство Кувейт, влизащо (от 16 век) в състава на Османската империя и преминало под протектората на Великобритания през 1899 г.
Откриването на богати находища на нефт на територията на страната и в околностите на нейната столица способства за нейното бързо икономическо развитие, макар че основната печалба от нефтодобива и промишленото производство отива във Великобритания и САЩ. Това поражда недоволство сред местните шейхове. На 19 юни 1961 г. в столицата между правителството на Великобритания и емира на Кувейт Абдаллах ас-Сабах се подписва спогодба за анулиране на договора от 1899 г. и Кувейт получава независимост.
През 1990 г. Кувейт е окупиран от иракски войски и е освободен чак през февруари 1991 г.

## Инфраструктура
Столицата Кувейт днес е съвременен град с радиално застрояване на разширени и озеленени улици.
Крупно пристанище в северозападната част на Арабския залив. Международно летище.

## Побратимени градове
- Дубай, Обединени арабски емирства
- Салт, Йордания
- Флоренция, Италия

1. ↑  www.un.org